# Doug Burden
Doug Burden   (Rutland, 29 de juliol de 1965), més conegut com a Doug Burden, és un remer estatunidenc, ja retirat, que va competir durant les dècades de 1980 i 1990.
El 1988 va prendre part en els Jocs Olímpics d'Estiu de Seül, on guanyà la medalla de bronze en la prova del vuit amb timoner del programa de rem. Quatre anys més tard, als Jocs de Barcelona, guanyà la medalla de plata en la prova del quatre sense timoner. El 1996, a Atlanta, disputà els seus tercers i darrers Jocs Olímpics, on fou cinquè en la prova del vuit amb timoner.
També disputà cinc edicions del Campionat del món de rem, on guanyà una d'or i una de plata, en les edicions de 1986 i 1987.
El 1998 fou inclòs al US Rowing Hall of Fame.